# Lijst van burgemeesters van Buren
Dit is een lijst van burgemeesters van de Nederlandse gemeente Buren in de provincie Gelderland.
| Ambtsperiode                  | Naam burgemeester                         | Partij of stroming | Bijzonderheden                                            |
| ----------------------------- | ----------------------------------------- | ------------------ | --------------------------------------------------------- |
| ? - 1819 - 1842               | Joan Govert van der Lith                  |                    | tot 1814: maire; tot 1817: burgemeester; tot 1825: schout |
| 1843 - 1856                   | Hessel Romijn (1789-1855)                 |                    |                                                           |
| 1856 - 1865                   | Gerrit Hubertus van Everdingen            |                    |                                                           |
| 1865 - 1886                   | Jean Théodore Adrien Braams (1834-1922)   |                    |                                                           |
| 1886 - 1888                   | Abraham Leonard Dijkman                   |                    |                                                           |
| 1889 - 1895                   | jhr. Willem Pieter van der Goes           |                    |                                                           |
| 1895 - 1904                   | Johannes Reinhard Kist                    |                    |                                                           |
| 1904 - 1908                   | Constantijn Willem Ferdinand baron Mackay | CHU                |                                                           |
| 1908 - 1915                   | jhr. Simon Pierre François Meijer         |                    |                                                           |
| 1916 - 1918                   | Into Nauta Andreae                        |                    |                                                           |
| 1919 - 1945                   | Pieter Hendrik Knobbout                   |                    |                                                           |
| 1946 - 1973                   | Rudolf Adriaan van Sandick                |                    |                                                           |
| 1973 - 1978?                  | J.P. Drost                                |                    | waarnemend                                                |
| 1978 - 1997                   | Lammert Jan Hommes                        | PvdA               |                                                           |
| 1997 - 1999                   | Henk (H.E.) Bosman                        | VVD                | waarnemend                                                |
| 1999 - 1 mei 2013             | Klaas (K.C.) Tammes                       | D66                |                                                           |
| 6 mei 2013 - 17 februari 2021 | Jan (J.A.) de Boer                        | D66                | [ 1 ] [ 2 ] [ 3 ]                                         |
| 9 maart 2021 - 9 maart 2023   | Josan (J.P.M.) Meijers                    | PvdA               | waarnemend                                                |
| 10 maart 2023 - heden         | Hans Martijn (H.M.) Ostendorp             | CDA                | [ 5 ]                                                     |